# Cutia legalleni
Cutia legalleni е вид птица от семейство Leiothrichidae. Видът е почти застрашен от изчезване.

## Разпространение
Видът е разпространен в Лаос и Виетнам.